# Podciąg (matematyka)
Podciąg – ciąg powstały poprzez wybranie pewnej liczby – skończonej lub nie – wyrazów ciągu wyjściowego. Odpowiednikiem podciągów dla ciągów uogólnionych są subtelniejsze ciągi uogólnione.
Ważnym twierdzeniem dotyczącym podciągów jest twierdzenie Bolzana-Weierstrassa, którego konsekwencją jest (ciągowa) zwartość ograniczonych i domkniętych podzbiorów prostej rzeczywistej.

## Definicja
Niech {\displaystyle (a_{i})_{i\in I}} będzie ciągiem elementów zbioru {\displaystyle X} oraz niech {\displaystyle (k_{i})_{i\in I}} będzie silnie rosnącym ciągiem w zbiorze indeksowym {\displaystyle I} (będącym dowolnym podzbiorem liczb naturalnych, zwykle przyjmuje się, że {\displaystyle I} zawiera kolejne liczby naturalne). Wówczas ciąg {\displaystyle (a_{k_{i}})_{i\in I}} nazywa się podciągiem ciągu {\displaystyle (a_{i})_{i\in I}.}

## Przykład
Ciąg {\displaystyle ABD} jest podciągiem {\displaystyle ABCDEFG.}